# Château de Steinegg (Neuhausen)
 (novembre 2020).
Si vous disposez d'ouvrages ou d'articles de référence ou si vous connaissez des sites web de qualité traitant du thème abordé ici, merci de compléter l'article en donnant les références utiles à sa vérifiabilité et en les liant à la section « Notes et références ».

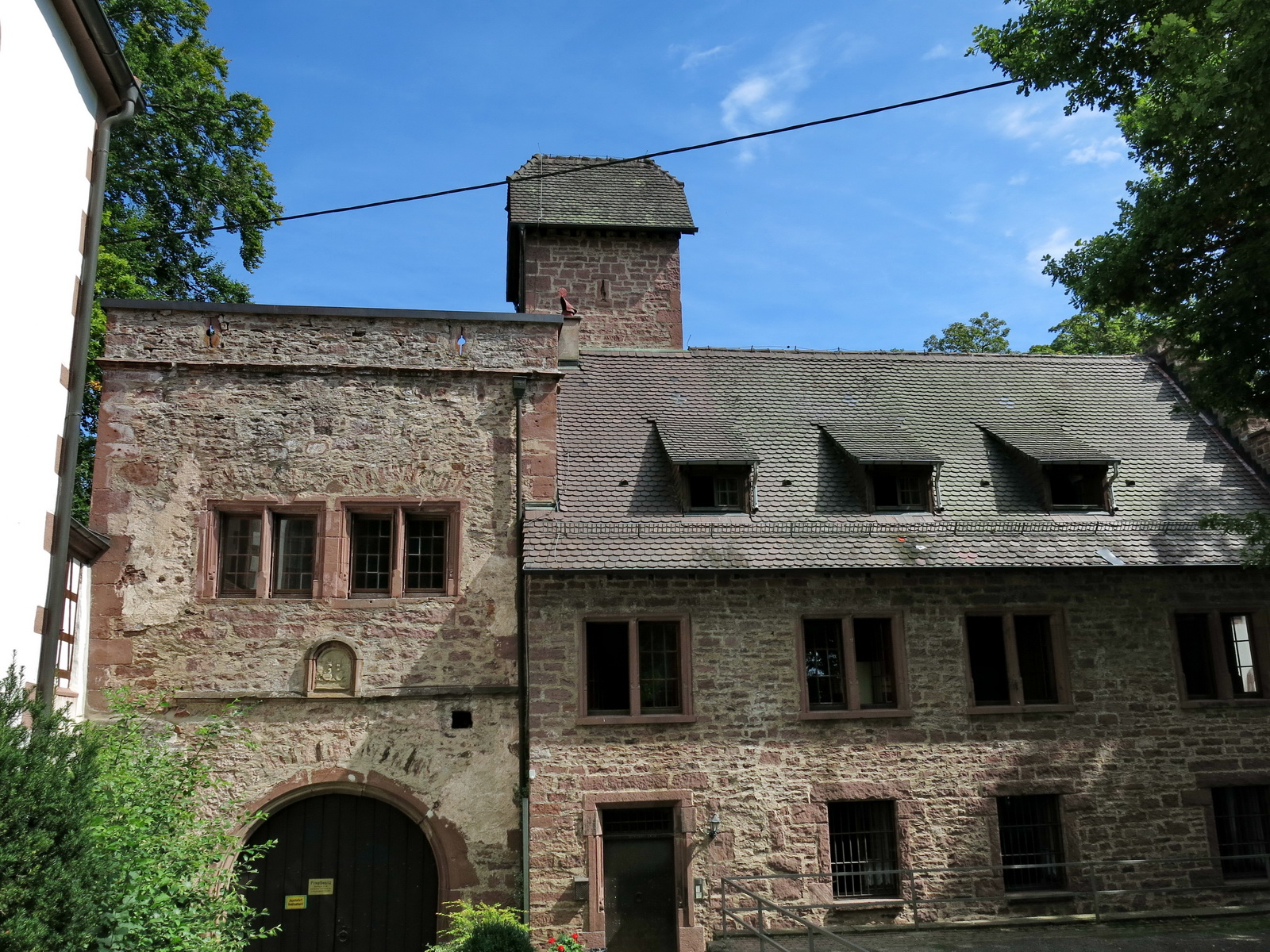
Château de Steinegg

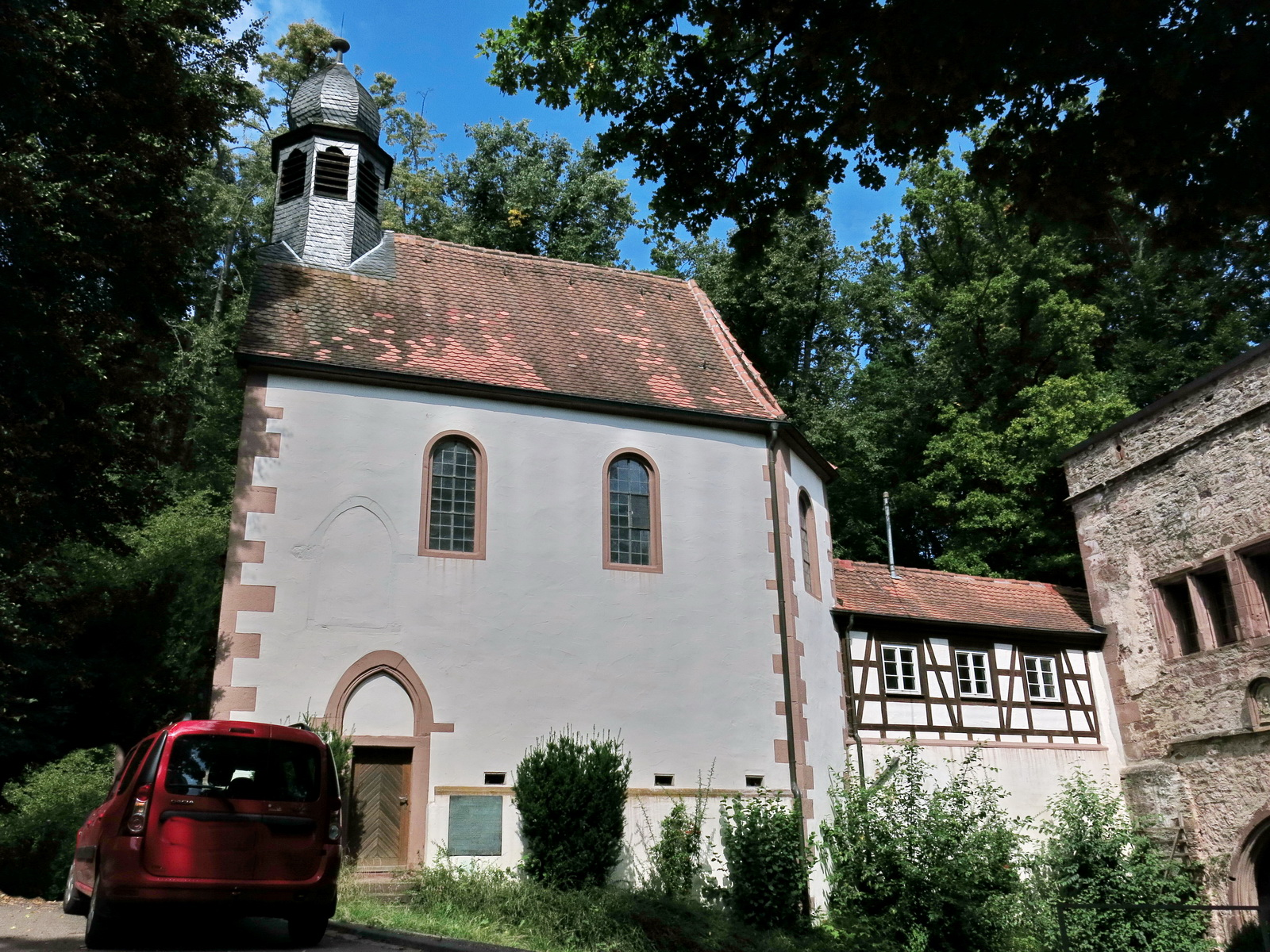
Chapelle du château

Le château de Steinegg est un château médiéval tardif situé dans le quartier éponyme de Steinegg, un quartier de la commune de Neuhausen, dans l'arrondissement d'Enz dans le Bade-Wurtemberg, en Allemagne. Aujourd'hui, le château sert de résidence de loisirs à la paroisse protestante de Pforzheim.

## Histoire
Au haut Moyen Âge, le château en pierre de Steinegg est situé sur la butte en terrasses derrière l'actuel château de Steinegg. Adalbert von Steinegg, un ministre des comtes de Calw, mentionné pour la première fois en 1150, est considéré comme l'avoir construit. Le château et la seigneurie sont vendus en 1324 à Wolf Ier de Stain. À la suite de la défaite du Schleglerbund, le domaine et le château sont vendus à Thierry V de Gemmingen en 1407, qui emménage dans le château de Schlegler. Son fils du même nom Thierry (1398-1478) construit un nouveau château sous l'ancien château perché, dont seules les fondations sont conservées aujourd'hui. Il compléte la propriété de Gemmingen dans le Biet avec les villages de Steinegg, Tiefenbronn, Mühlhausen, Hamberg, Schellbronn, Hohenwart, Lehningen et Neuhausen ainsi que Wald im Hagenschieß et le château est devenu le centre administratif de cette seigneurie, que Thierry donne rapidement au margrave de Bade pour des raisons politiques. Son fils Othon de Gemmingen (mort en 1517) lui succède et ne laisse que des filles. Elles vendirent la propriété aux neveux d'Otto Thierry VIII de Gemmingen (mort en 1542) et Othon de Gemmingen (1475–1558), qui partagent leur propriété en 1519, avec Steinegg qui revient à Thierry VIII. À cette époque, une chapelle du château est construite en 1520.
La famille des seigneurs de Gemmingen-Steinegg continue à s'étendre au XVIe siècle, de sorte qu'autour de 1540, des résidences seigneuriales sont également établies à Tiefenbronn et Mühlhausen, tandis que le château de Steinegg est transmis au fils de Thierry VIII, Eitel-Thierry de Gemmingen (1513-1568). À la fin du XVIe siècle, le château est agrandi dans le style Renaissance par son fils Hans Pleikard de Gemmingen (1546-1603). La division du domaine entraîne également une revalorisation des paroisses des villages de Gemmingen, de sorte que l'agrandissement du château de Steinegg s' accompagne d'un agrandissement de l'église paroissiale de Neuhausen, dans le chœur de laquelle le seigneur Hans Pleickard fait ériger un important monument funéraire vers 1600.
Hans Pleickard meurt sans enfant et est remplacé comme seigneur du château par son parent éloigné Charles-Thierry de Gemmingen (1583-1629) puis son fils Eitel-Thierry de Gemmingen (1629-1689). Le château survit à la guerre de Trente Ans sans dommage majeur, notamment grâce aux contributions élevées des seigneurs du château. Même pendant la guerre de la Ligue d'Augsbourg, le fils d'Eitel-Thierry, Charles-Thierry de Gemmingen (1658-1699), évite d'abord la destruction en payant sa sauvegarde. Cependant, lors de son voyage en 1694, le château a brûlé et est reconstruit dans le courant de 1695.
L'agrandissement de la chapelle du château et de la chapelle de la forêt du Hamberg, construite sur un rocher près du château dans la forêt, remonte au fils de Charles-Thierry, Charles-Thierry-Antoine de Gemmingen (1694-1745). Après sa mort sans enfant, Jean-Thierry de Gemmingen (1716-1778) prend la relève en tant que seigneur du château. Il fait venir à Steinegg la lointaine parente Marie-Josèphe-Henri-Dionysius de Gemmingen (1714-1796). La fortune de Dionys a été détournée par un tuteur, plus tard Dionys est arrêté pour agression à Pforzheim et ensuite tente en vain de gagner sa vie dans la paroisse de Neuhausen. Dionys est soigné à Steinegg jusqu'à sa mort en 1796 et ses descendants entrent plus tard en possession du château après que le fils de Jean-Thierry, François, meurt en 1797 en raison d'une malheureuse chute sans descendance masculine. Le dernier résident du château est le petit-fils de Dionys, Jules de Gemmingen-Steinegg (1774-1842), qui épouse la fille de François, Anne-Marie, et se convertit au protestantisme en 1823 sous l'influence d'Aloys Henhöfer. En 1835, il cède la propriété de Steinegg à ses fils Édouard et Gustave et s'installe à Stuttgart. Les fils vendent le château au grand-duché de Bade en 1839. L'État a l'intention d'installer une brasserie ou une filature dans le bâtiment. Cependant, Édouard de Gemmingen-Steinegg est très mécontent et rachète le château en 1840. Sur son ordre, les toits du château sont alors couverts, après quoi le complexe tombe en ruines.
À partir de 1928, Freiin St. Clair de Gemmingen-Steinegg, arrière-petite-fille de Jules de Gemmingen, fait campagne pour la préservation des ruines et bientôt aussi pour la reconstruction du bâtiment. Après sa mort en 1951, Irmgard von Bistram, un autre descendant de Jules de Gemmingen, poursuit la reconstruction. En 1958, la paroisse protestante de Pforzheim entre en possession du complexe via un contrat de construction héréditaire. Avec ses propres ressources, les subventions de l'État et les dons de la famille de Gemmingen, le château est finalement en grande partie reconstruit et transformé en maison de loisirs.